# Ацуми (полуостров)
Ацуми (яп. 渥美半島 ацуми-ханто:) — полуостров в Японии, в центральной части острова Хонсю, на юге префектуры Айти. Полуостров вытянут на восток от города Тоёхаси. Вместе с полуостровом Тита образует залив Микава, отделяет его от Тихого океана (плёс Энсю-Нада). Наивысшая точка — гора Ояма (328 м). По полуострову пролегает дорога национального значения № 259.
Полуостров лежит к югу от Медианной тектонической линии, проходящей по Хонсю, Сикоку и Кюсю.
Полуостров сложен большей частью осадочными породами плейстоцена мощностью до 100 м, называемых формацией Ацуми. Гористая часть на западе полуострова сформировалась в палеозое.
Древнейшие осадочные породы полуострова представляют собой аллювиальные отложения древней реки Тенрю. В раннем плейстоцене полуостров стал подниматься с формированием брахиантиклинали.